# La Plagne
La Plagne es una estación de esquí en Francia, situada en el valle de Tarentaise, en el departamento de Saboya (región de Ródano-Alpes). Desde 2003, La Plagne forma, con la cercana estación de Les Arcs, el dominio Paradiski.
Es una de las estaciones de esquí más populares del mundo con más de 2,5 millones de visitantes por temporada en promedio.

## Características
La Plagne se encuentra a altitudes de entre 3.250 metros (sobre el glaciar de la Chiaupe, cerca de la parte superior de Bellecôte) y 1250 metros (en el pueblo de Montchavin). Tiene 100 km² de área esquiable repartidos en cuatro comunas (Aime, Bellentre, Champagny-en-Vanoise y Mâcot-la-Plagne). 
Dispone de 225 km de pistas (134 pistas: 15 negras (nivel experto), 30 rojas (avanzado), 72 azules (nivel medio) y 10 verde (principiante), y un gran área de esquí libre que incluye la cara norte del Bellecôte. La Plagne es una moderna estación de esquí con 2 cable-cars (el Telemetro, que une Plagne Centre y Aime La Plagne y el Vanoise Express, que une La Plagne y Les Arcs, inaugurado en 2003 y que viaja a más de 40 km/h, por lo que es uno de los más rápidos de su clase en el mundo), 8 góndolas, 36 telesillas (1 de 8 plazas, 11 de 6 plazas, 19 de 4 plazas y 5 de 2 plazas) y 38 telesquíes. Una pista de bobsleigh fue construida en La Plagne para la Juegos Olímpicos de Albertville 1992, celebrados en las cercanías de Albertville.

## Historia
La Plagne fue creada en 1961, al igual que otros resorts de los Alpes, para salvar los valles de convertirse en un desierto. La agricultura y la minería eran industrias en crisis, lo que llevó a los jóvenes a abandonar el valle en busca de trabajo. En 1960, cuatro ciudades (Aime, Bellentre, Longefoy y Macôt) crearon una asociación para defender sus intereses, con una iniciativa del Dr. Borrionne, alcalde de Aime.
El 24 de diciembre de 1961 se abrió La Plagne, con dos telesquíes y cuatro pistas. Emile Allais, gran campeón de esquí, ayudó a La Plagne a crecer y promocionarse. Inmediatamente, La Plagne adquirió un gran éxito, y en 1966, Guy Lux, un presentador francés de televisión, presentó "Interneiges", una competición en directo entre dos resorts franceses.

## Hospedaje
La Plagne está dividida en once resorts, situados a distintos niveles de la estación. Son los siguientes:
- Plagne Centre (1.970 m): El primero de los resorts de La Plagne abrió sus puertas en diciembre de 1961. El nombre de "Plagne Centre", data de 1982, antes era llamado simplemente La Plagne. Tiene una arquitectura urbana, pero funcional, diseñada por Michel Bezançon. Plagne Centre es un modelo de "estación integrada", donde los coches y los esquiadores se separan.

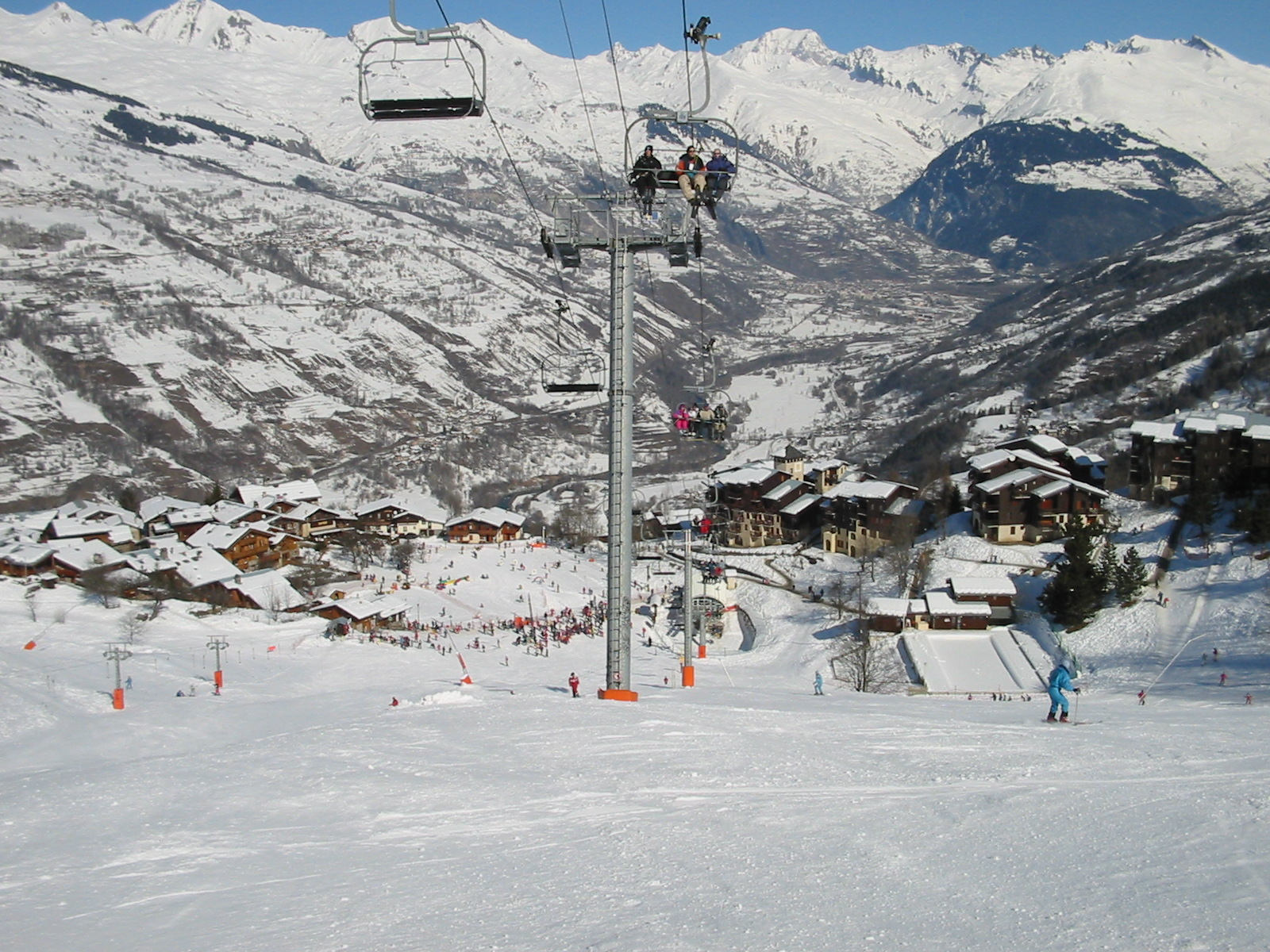
Área de Montchavin, en marzo de 2003.

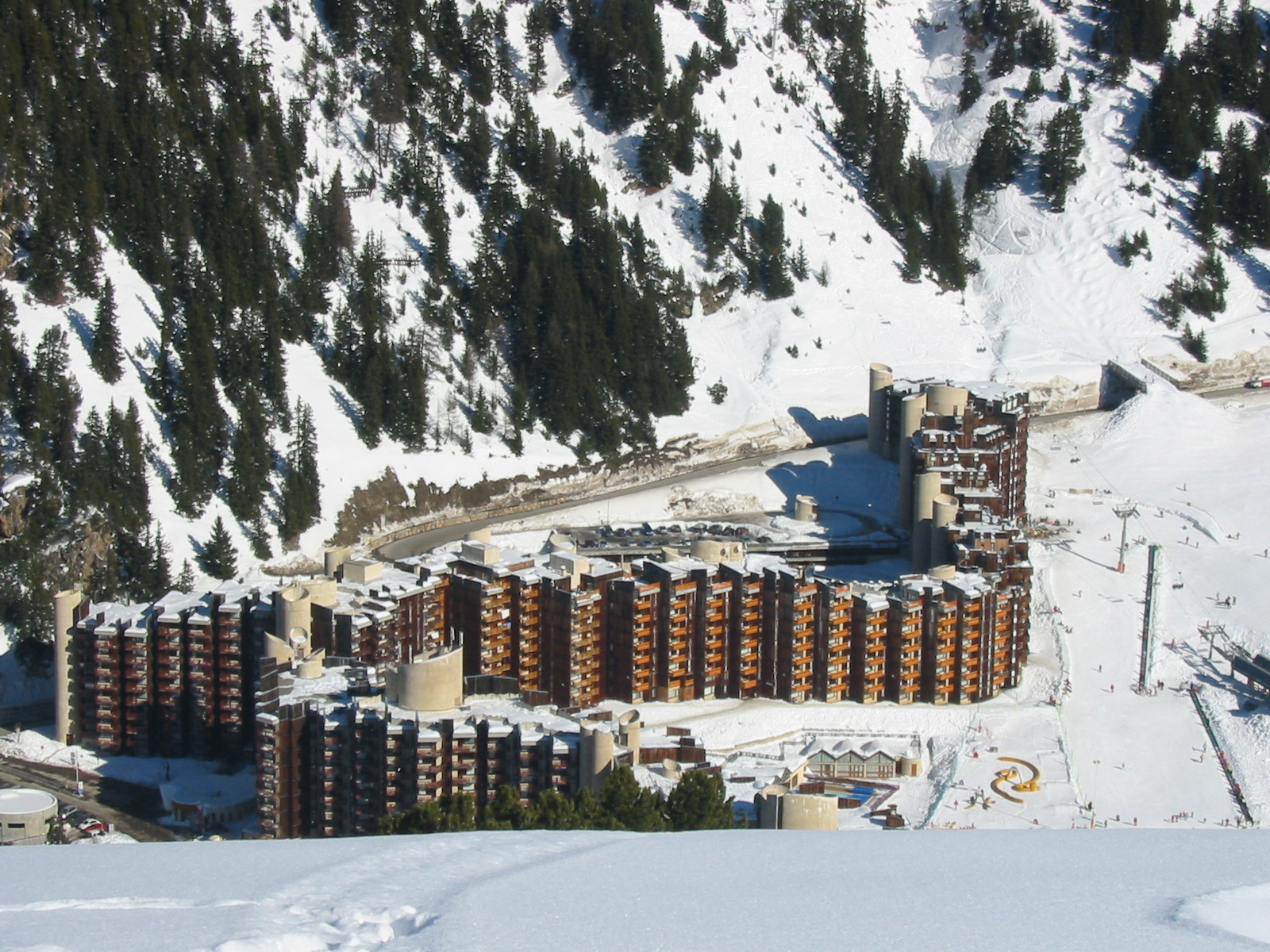
Vista superior de Plagne Bellecôte, en febrero de 2003.

- Aime-La Plagne (2100 m): Ubicado en la comuna de Aime, la construcción de Aime-La Plagne comenzó en 1968, pero se inauguró en diciembre de 1969. Llamado "El vapor de la nieve", el edificio principal de-Aime La Plagne fue creado por Michel Bezançon. En 1990, fue construido el "Club Med", con un diseño inspirado en los templos tibetanos.[6]

- Champagny-en-Vanoise (1250 m): A finales de los años 60, esta pequeña aldea, situada en el valle de Bozel, buscaba su crecimiento. El Parque nacional de la Vanoise dio a Champagny la posibilidad de desarrollar sus actividades veraniegas. En 1969, Champagny se convirtió en resort de La Plagne, en lugar de hacerlo de la más cercana de Courchevel. Champagny está en la cara sur de la montaña, a diferencia de las otras partes de La Plagne, lo que significa que recibe más sol y menos nieve.

- Montchavin (1250 m): Montchavin se encuentra en el municipio de Bellentre. Existen 3 telesillas al servicio de la aldea de Montchavin, con una vinculación a Les Coches.

- Plagne Villages (2.050 m): Abierta en 1972.

- Plagne Bellecôte (1.930 m): Abierta en 1974.

- Les Coches (1.450 m): Desde 1980.

- Montalbert (1350 m): Abierta en 1980.

- Plagne 1800 (1.800 m): Inaugurada en 1982.

- Belle Plagne (2.050 m): En funcionamiento desde 1981.

- Plagne Soleil (2.050): Abierta en 1990.

## Ciclismo
La estación de La Plagne ha sido final de etapa en varias ediciones del Tour de Francia:
| Edición | Etapa | Categoría | Salida            | Vencedor        | Lugar de llegada |
| ------- | ----- | --------- | ----------------- | --------------- | ---------------- |
| 1984    | 18    | HC        | Le Bourg-d'Oisans | Laurent Fignon  | Plagne Centre    |
| 1987    | 21    | HC        | Le Bourg-d'Oisans | Laurent Fignon  | Plagne Centre    |
| 1995    | 9     | HC        | Le Grand-Bornand  | Alex Zülle      | Plagne Centre    |
| 2002    | 16    | HC        | Les Deux Alpes    | Michael Boogerd | Plagne Centre    |
| 2025    | 19    | HC        | Albertville       | Thymen Arensman | Plagne Villages  |